# ویتمن (نبراسکا)
ویتمن (به انگلیسی: Whitman) یک منطقهٔ مسکونی در ایالات متحده آمریکا است که در شهرستان گرنت، نبراسکا واقع شده‌است. ویتمن ۱٬۰۹۷٫۹ متر بالاتر از سطح دریا واقع شده‌است.